# Автошлях Т 2549
Автошля́х Т 2549 — автомобільний шлях територіального значення у Чернігівській області. Пролягає територією Козелецького району через Козелець — Данівку. Загальна довжина — 7 км.

## Маршрут
Автошлях проходить через такі населені пункти:
| Автошлях Т 2549      |                          |
| Чернігівська область |                          |
| Козелецький район    |                          |
| Козелець             | E95М01Т 2513Т 2528Т 2535 |
| Гламазди             |                          |
| Часнівці             |                          |
| Данівка              |                          |